# USS Hué City (CG-66)
USS Hué City (CG-66) dvadeseta je raketna krstarica klase Ticonderoga u službi američke ratne mornarice.

## Vanjske poveznice
- hue-city.navy.mil  Arhivirana inačica izvorne stranice od 27. ožujka 2010. (Wayback Machine)